# Andrej Pompe
Andrej Pompe, slovenski glasbenik, podjetnik, komunikolog in predavatelj, * 1952.
Diplomiral je na Ekonomski fakulteti v Ljubljani, doktoriral pa na Evropski pravni fakulteti. Je soustanovitelj tržno-komunikacijske agencije FORMITAS, kjer je deloval kot kreativni direktor, kasneje pa prevzel naloge strateškega svetovanja in poslovna usposabljanja. Po letu 2008 je pričel aktivno predavati, naprej pri predmetu Trženje, potem Ustvarjalnost in inovativnost v podjetništvu. Programom je dodal še predmete: Graditev znamke v digitalnem svetu, Razvoj novih izdelkov in upravljanje blagovnih znamk, Ustvarjalnost in inovativnost v turizmu, Inovativne tržne strategije in Inovativno tržno komuniciranje. Je fakultetni in visokošolski predavatelj na Fakulteti GEA College, ter Visoki šoli za poslovne vede (B2). Nekaj časa je predaval tudi na Visoki šoli za turizem na Bledu. Kot akademik nosi naziv docent.

## Marketinška kariera
Njegovo marketinško kariero bi najbolje opisali z naslednjimi besedami: strateško trženjsko komuniciranje, kreativno vodenje in ustvarjanje ter strateško upravljanje blagovnih znamk in znamčenje. Kot štipendist podjetja Iskra je svojo prvo zaposlitev opravljal v sektorju Marketing (nekoč OZD - Iskra Commerce, TOZD - Marketing), sprva kot tržni raziskovalec in kasneje kot vodja sejemske dejavnosti. Tako se je začela njegova pot v svetu trženja, ki je začrtala vso njegovo nadaljnjo profesionalno kariero. Po zaposlitvi v agenciji Studio Marketing, kjer je vodil projekte, med njimi tudi projekt Slovenija, moja dežela, je prevzel mesto direktorja marketinga v podjetju Hermes, zastopstvu Hewlett-Packard za področje takratne Jugoslavije. Leta 1991 je skupaj s partnerji (Mojca Randl, Bojan Upelj, kasneje še Mitja Tuškej) ustanovil tržno-komunikacijsko agencijo Formitas, kjer je opravljal naloge kreativnega direktorja in stratega vse do konca leta 2024. Pod znamko Brand Business School vodi, v okviru podjetja Formitas skupina, izobraževalne programe. Njegova specializacija so tržne znamke, njihovo kreiranje in upravljanje ter moderne oblike komuniciranja, kar v zadnjem času še posebej karakterizira "storytelling", ki ga raje poimenuje "pripovedovanje zgodb".

## Akademska kariera

### Predavateljstvo
Konec devetdesetih let prejšnjega stoletja je prva slovenska zasebna fakulteta Gea College povabila Andreja k sodelovanju. Prva leta je sodeloval pri programih za študente, ki se usposabljajo ob delu. Po letu 2000 je na povabilo urednika revije Podjetnik začel objavljati članke iz sveta trženja in upravljanja blagovnih znamk. Zaradi praktičnih izkušenj (Andrej deluje v sferi trženja od samega začetka profesionalne kariere) in zelo branih člankov ga je Franci Vidic iz Gea College povabil k sodelovanju na višji šoli. Tako je Andrej ustvaril in prevzel predmet Trženje na Gea College. Prav tako je na pobudo g. Vidica izšla tudi knjiga o trženju. Leta 2010 je na Fakulteti za podjetništvo Gea College prevzel predmet in vsebinsko nadgradil Ustvarjalnost in inovativnost v podjetništvu ter naslednje leto izdal monografijo z enakim naslovom.

### Kreator in nosilec študijskih predmetov
Andrej je glede na dolgoletne izkušnje želel predavati tudi na podiplomskem programu, za kar je moral pridobiti doktorski naziv. Leta 2015 je doktoriral z disertacijo z naslovom Znaka mesta ter v istem letu začel predavati tudi na VŠPV B2, kjer je ustvaril tri nove predmete; na dodiplomskem študiju predmeta Upravljanje tržnih znamk in Inovativno tržno komuniciranje; na podiplomskem študiju predmet Razvoj novih izdelkov in znamčenje. S pridobitvijo naziva doktor znanosti se mu je uresničila želja, da predava tudi na magistrskem programu. Leta 2017 je na Gea College kreiral nove predmete Graditev znamke v digitalnem svetu na dodiplomskem programu ter Inovativno tržno komuniciranje in branding na podiplomskem programu. Konec istega leta je izdal dve knjigi: Znamka in znamčenje ter Strateške priložnosti znamk. Leta 2020 je pripravil nov do- in po-diplomski program Inovativno tržno komuniciranje in istega leta izdal monografijo z enakim naslovom
Predavateljske izkušnje je pridobival tudi z gostujočimi predavanji na različnih evropskih fakultetah in visokih šolah na Danskem, Belgiji (Gent), Nemčiji, Portugalskem (Lisbona, Santarem), Finskem, Franciji (Lyon, Annecy) in Češki republiki (Brno).

## Glasbena kariera

### Skladatelj, klaviaturist, besedilopisec, aranžer in pevec
Velik del svojega življenja posveča glasbi kot klaviaturist, pevec, skladatelj in besedilopisec. Glasbeno pot je pričel v manj znanih skupinah, kot sta Živel je mož in Oda, leta 1976 pa je skupaj s Petrom Grudnom, Janezom Hvaletom in Gabrijelo Lahom ustanovil znano in priznano skupino Predmestje, ki je delovala do leta 1983. Leta 1985 si je ponovno zaželel ustvarjati glasbo v svoji skupini in tako je skupaj s Suzano Jeklic ustanovil skupino Panda. Konec sedemdesetih in začetek osemdesetih je veliko pisal, aranžiral in snemal za različne slovenske pevke in pevce, kot so Neca Falk, Branka Kraner, Vlado Kreslin, Duo Kora, Aleksander Jež, Zorica Fingušt, Edvin Fliser in Tatjana Dremelj.

### Avtorska glasbena oprema tržnih sporočil
Svoje glasbeno udejstvovanje je uspešno umestil tudi v svet reklam, saj je v obdobju med 1982 in 1998 ustvaril več kot 140 vokalnih in instrumentalnih jinglov za televizijske in radijske spote. Njegovo najbolj znano delo je zagotovo glasba za izdelke znamke Frutek, ki jo je napisal na besedilo Danijela Levskega. Skupaj sta kot par ustvarjala nepozabne skladbe. Jingle je napisal za številne blagovne znamke in podjetja, med njimi Fructal, Mercator, Jutranjka, Dan na dan, VTZ, Zavarovalnica Maribor, Valkarton, Slovenske novice, Hortus, Kanal A, Ljubljanske mlekarne, Slovenijales, Aero, SAP, Gambit, Fru-Fru, Banini, Cedevita, TipiTopi, Swing, Radenska, Jub, Kovinotehna in mnoge druge.
PREDMESTJE
Predmestje je bila slovenska rock-jazz skupina v nekdanji Jugoslaviji (SFRJ), ki je delovala v obdobju med 1976 in 1984.
V svoji sedemletni karieri (z enoletno pavzo v letu 1978) je imela tri zasedbe in je izdala 4 albume (LP plošče) pri PGP RTB (beograjska založba): Brez besed (1977), Včeraj, danes in … (1978), Hazard (1980) in Kamastura (1982). Recenzent vseh je bil Boris Kovačič, direktor ekspoziture PGP RTB v Ljubljani.
Prvega, tretjega in četrtega je posnela v studiu Akademik s tonskim mojstrom Mirom Bevcem in enega v studiu Radia Novi sad (Srbija, Vojvodina).
Skupina je postavila temelje rock-jazz glasbe v Sloveniji ter Jugoslaviji in je s svojim prepoznavnim stilom ter skladbami vplivala na glasbeno sceno v nekdanji Jugoslaviji.
Poleg skladb, ki so na njihovi albumih, je posnela tudi več bolj popularno obarvanih kompozicij, ki se večinoma nahajajo v arhivu Radia Slovenija in so v tistih časih polnile letvice popularnih skladb in programe radijskih valov.
Znano je tudi sodelovanje s takrat popularno pevko Neco Falk, proglašeno za rokerico No.1 v nekdanji Jugoslaviji. Z njo so posneli veliki hit in zmagovalko Slovenske popevke leta 1980, skladbo Storila bom to. Sodelovanje je obrodilo tudi singl ploščo z naslovno skladbo Formula ena.
Od sodelovanja na raznih festivalih je potrebno omeniti festivale Slovenska popevka 1980, 1981 in 1982, zmago na rock večeru slovenske popevke leta 1977, Omladinski festival Subotica 1977 in Opatijski festival 1981.
Kot skladatelji so se pri Predmestju pojavili avtorji: Andrej Pompe (na vseh albumih), Peter Gruden (na prvih dveh albumih), Gabrijel Lah (na prvih dveh albumih) in Slavko Lebar (na tretjem albumu).
PANDA
Ustanovitev skupine Panda je povezana z naključnim srečanjem Andreja s Suzano Jeklic, ko je Andrej 1985 kot producent deloval v studiju Top Ten v Ljubljani (tonski mojster Dare Novak). Tako sta najprej nastala dva posnetka Hočem Domov in Nikogar ni doma, oba pod imenom Panda. Vse instrumente je posnel in sprogramiral Andrej, Suzana pa je napisala besedili in zapela melodije. Za tem je Andrej zbral prvo zasedbo Pande in prišlo je do prvih nastopov.
Prvi projekt Ugrizni me, če upaš je izšel 1987, drugi pa 1989 z naslovom V vročici noči. Leta 1995 je izšel album Vse najboljše ter album V vročici noči, 1998 Ecstasy, 2000 Nepremagljivi, 2001 Urbana avantura, 2006 album D.O.N.S, 2009 Depandansa (skupaj z DVDjem koncerta ob 25 letnici skupine), 2016 projekt Stoletni ples, 2019 album Daleč stran in 2023 album Legenda.
Panda je ena redkih slovenskih glasbenih skupin, ki se ji je uspelo obdržati kot aktivna skupina že skoraj 4 desetletja. Skupino ne moremo točno žanrsko umestiti, najboljša opredelitev bi bila pop-rock-jazz, še boljpša pa Panda slog. Značilnost Pandine glasbe je v tem, da nima interesa izživeti neko določeno glasbeno strujo temveč sledi navdihu skladateljev in skupnemu ustvarjanju zvočne podobe.